# Hipótesis del genio maligno

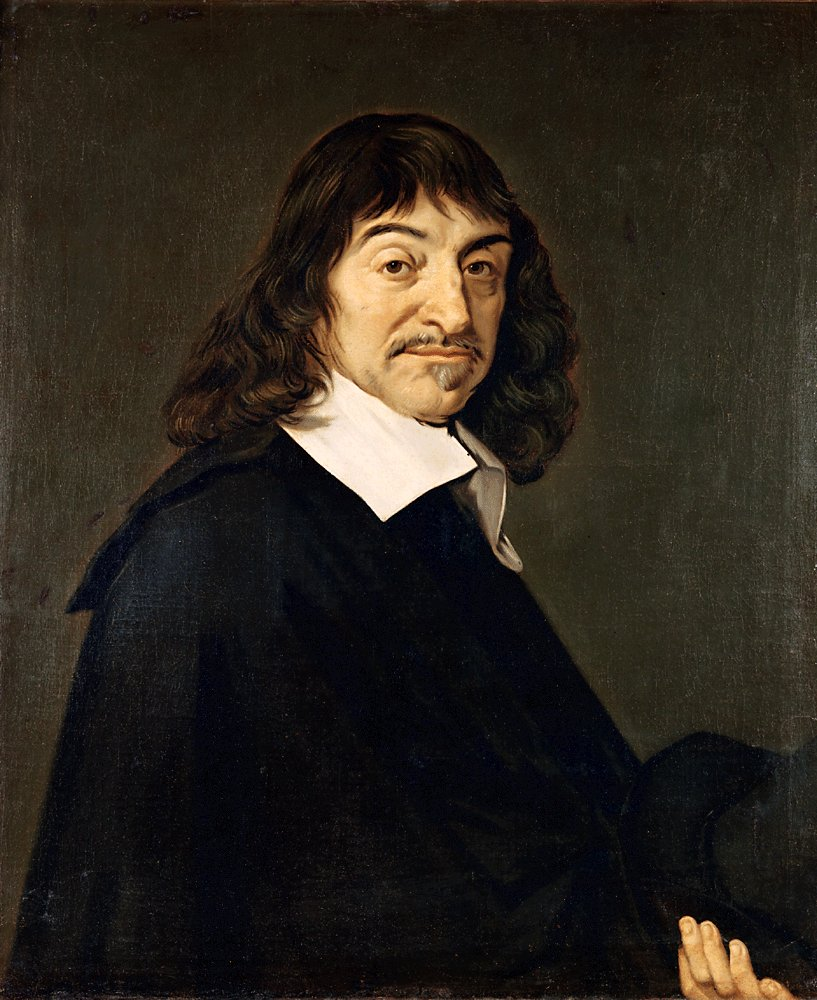
René Descartes, óleo sobre lienzo de Frans Hals, 1649, Museo del Louvre.

La hipótesis del genio maligno es un recurso argumentativo propuesto por René Descartes en las Meditaciones metafísicas. Con él, Descartes culmina la duda metódica, que adquiere así la máxima radicalidad.
Descartes sugiere que tal vez hemos sido creados por un Dios que nos obliga a engañarnos sistemáticamente, que ha dispuesto nuestra naturaleza de tal modo que creemos estar en la verdad cuando realmente estamos en el error. Con esta hipótesis se cuestiona la legitimidad de las proposiciones que parecen tener la máxima evidencia, las que se presentan con "claridad y distinción" (excepto las referidas a la propia mente, como mostrará el descubrimiento del cogito), proposiciones del tipo "dos más tres es cinco" o "la suma de los ángulos de todo triángulo es igual a dos rectos". Por lo tanto, llega a cuestionar la veracidad de la propia matemática.
El objetivo de este extraño supuesto es investigar si es posible encontrar algo que sea absolutamente indudable: si encontramos una creencia que llegue a superar esta hipótesis, su calidad como verdad será extraordinaria. Aunque Descartes no explica ni justifica cuidadosamente la hipótesis del genio maligno, parece que se refería a las siguientes cuestiones: podemos considerar que nuestro reconocimiento de algo como verdadero es consecuencia de nuestra naturaleza (nosotros diríamos ahora de nuestro cerebro) y podríamos pensar que vemos algo como verdadero porque estamos hechos como estamos hechos, de tal forma que a distinta constitución distinto conocimiento.
Tal vez las cosas que puedan considerar verdaderas seres pertenecientes a otras especies, o seres racionales que hayan sufrido una evolución biológica diferente (por ejemplo, los extraterrestres), pueden ser distintas a las nuestras. Cabe dudar que la matemática, por ejemplo, tenga una validez universal, en el sentido de que tal vez para otros seres, seres con una naturaleza psicológica o física distinta a la nuestra, los axiomas matemáticos sean también distintos a los nuestros, resultando inverosímil o imposible su inferencia como experiencia cognitiva. En definitiva, si reflexiones de este tipo nos llevan a pensar que el reconocimiento de algo como verdadero depende de nuestra propia naturaleza o forma de ser, parece que hasta los conocimientos más firmes pueden ponerse en cuestión. Es posible que Descartes introdujese la hipótesis del genio maligno para señalar esta última duda.
En cuanto a la palabra "genio" nos dice Descartes que podríamos llamar así al Dios que tal vez nos ha hecho de ese modo tan falible para no confundirlo con el Dios cristiano, del cual se predica siempre la bondad.
No obstante, tal vez Descartes con esta hipótesis quiere demostrar que todo esto es un engaño, excepto que pensamos que no lo es.